# Джексон, Милт
Милтон «Милт» Джексон (англ. Milton «Milt» Jackson, 1 января 1923, Детройт, США — 9 октября 1999 Нью-Йорк, США) — американский джазовый музыкант, вибрафонист, работавший в основном в стилях би-боп, хард-боп, афро-кубинский джаз. Создатель Modern Jazz Quartet.

## Биография
Милтон Джексон уже в подростковом возрасте стал профессионально состоявшимся музыкантом. Обладая абсолютным слухом  с семи лет он самостоятельно осваивал гитару, с 11 лет начал брать уроки фортепиано и к окончанию средней школы играл на пяти инструментах: барабаны, литавры, скрипка, гитара и ксилофон. Кроме того, он пел (тенор) в популярном госпел-квартете Evangelist Singers. После окончания школы поступил в музыкальный колледж Мичигана и в 16 лет, по инициативе своего преподавателя, начал осваивать вибрафон, который стал его основным инструментом. Играя на вибрафоне, он начал джазовую карьеру, играя с местными группами Кларенса Ринго и Джорджа Ли.
В 1942 году он чуть было не присоединился к биг-бэнду Ёрла Хайнса, однако получил повестку, отправился в армию и в течение двух лет служил за пределами Соединённых Штатов. Вернувшись в 1944 году, он создал квартет Four Sharps, а также получил своё прозвище «Бэгз» (с англ. — «Мешки»), за мешки под глазами, которые, как признавался сам музыкант, возникли у него после попоек в честь демобилизации. В 1944 году Диззи Гиллеспи, гастролируя по Среднему Западу, увидел выступление Милта Джексона в одном из баров и в 1945 году пригласил присоединиться к его ансамблям, а в 1946 году - к  биг-бэнду. Милт Джексон переехал в Нью-Йорк и, став первым вибрафонистом, играющим би-боп, стал и гордостью оркестра Диззи Гиллеспи. Рэй Браун вспоминал, что в оркестре Гиллеспи было много партий духовых и губы музыкантов уставали, так что Гиллеспи поручил Милту Джексону «что-то играть, пока остальные музыканты отдыхают» . Таким образом, в оркестре Гиллеспи образовалось так называемое «малое комбо», оркестр в оркестре из ритм-секции, в которое первоначально входили наряду с Джексоном пианист Джон Льюис, басист Рэй Браун и барабанщик Кенни Кларк.
Наряду со своей основной деятельностью в оркестре Гиллеспи, к концу 1940-х, они начали выступления отдельно от оркестра, под названием Milt Jackson Quartet, а в 1951 году стали самостоятельной группой (Рэя Брауна к тому времени заменил Перси Хит), и в 1952 году стали называться Modern Jazz Quartet.
Милт Джексон оставался в группе до 1974 года, и затем покинул коллектив, отчасти из-за музыкальных разногласий с Джоном Льюисом, который с 1955 года являлся директором группы, отчасти из-за желания заработать. Как, собственно, и до распада Modern Jazz Quartet, Милт Джексон записывался и выступал с различными музыкантами, выступая и как бэнд-лидер, и как сайдмен. До середины 1980-х он в основном записывался для Pablo Records.
В 1981 году участники Modern Jazz Quartet приняли решение объединиться вновь, на условиях полугодичной занятости в проекте ежегодно и в такой форме квартет работал до 1993 года. Затем Милт Джексон работал один, присоединяясь к различным небольшим группам и исполнителям, и выступая в периодически собирающемся Modern Jazz Quartet.
В последние годы жизни постоянно проживал в Тинеке, штат Нью-Джерси. Умер от рака печени 9 октября 1999 года в госпитале Святого Луки — Рузвельта на Манхэттене
В течение своей карьеры записывался и выступал едва ли не со всеми джазовыми звёздами, приглашался в качестве гостя на записи блюз и соул исполнителей, такими как Би Би Кинг и Рэй Чарльз.  С 1957 года являлся доцентом Школы джаза в Леноксе (штат Массачусетс). Писал музыку для кинофильмов (например для фильма 1959 года Ставки на завтра)  .

## Музыка
На тот момент, когда Милт Джексон стал осваивать вибрафон, звездой вибрафона был Лайонел Хэмптон. Милт Джексон настроил осциллятор своего вибрафона на 3,3 оборота в секунду, в отличие от Хэмптона, который настраивал осциллятор на 10 оборотов в секунду. Это позволило достичь нового — мягкого, глубокого, приближающегося к тембру человеческого голоса звука инструмента, выразительного вибрато в любимых музыкантом медленных 12-тактовых блюзах. Кроме того Милт Джексон сосредоточился на игре двумя молоточками (в отличие от остальных музыкантов, в основном использовавших четыре), и это повлекло за собой использование в большей степени мелодической, а не гармонической функции инструмента
Музыкально Милт Джексон гораздо ближе не к его предшественникам-виброфонистам, а к музыкантам, играющим на духовых инструментах, в частности к Чарли Паркеру. Милт Джексон начал играть длинные соло, с продолжительными, новаторски альтерированными мелодическими линиями. Музыкант смог соединить в своём творчестве утончённый, рафинированный камерно-концертный стиль, основанный на традициях европейской академической музыки вместе с блюзом и негритянской духовной музыкой. В его произведениях органично сочетаются специфически джазовые качества и приемы блюзового интонирования с европеизированными принципами и средствами выражения.
Принято считать, что Милт Джексон первым сделал вибрафон равноправным участником в создании мелодии, тем самым исключив вибрафон из семьи чисто перкуссивных инструментов  (так в академических симфонических оркестрах вибрафон является всего лишь одним из ударных инструментов с ограниченным использованием)
Творчество Милта Джексона не только имеет много последователей (например Гэри Бертон, Том ван дер Гельд, Уолт Диккерсон), но и оказало влияние на последующее творчество его предшественников.
Наиболее заметными сочинениями Милта Джексона являются джазовый стандарт Bags' Groove и композиции The Late, Late Blues, Bluesology и Bags & Trane.
Он подошёл ближе чем кто-либо ещё, играющий на этом инструменте, к тому, чтобы сделать его звук похожим на человеческий голос. Эта конструкция состоит из металлических частей и мы не имеем возможности тянуть ноты и делать вокальные переливы, как саксофон. Но Милт играл на инструменте настолько натурально, насколько это вообще возможно - с тёплым, богатым звучанием. Он создал прецедент, когда этот инструмент стал способен говорить прекрасные вещи, и что вибрафон - это не просто барабан. 
Оригинальный текст (англ.)He came closer than anyone else on the instrument to making it sound like the human voice… It’s a collection of metal and iron, and we don’t have the ability to bend notes and make vocal inflections like a saxophone. But Milt played the instrument in the most organic way possible — with a warm, rich sound. He set a precedent that this instrument can speak beautiful things, and that it’s not just percussive

## Дискография
- 1948-52:  Wizard of the Vibes
- 1949-56:  Roll 'Em Bags
- 1949-56:  Meet Milt Jackson
- 1955: Milt Jackson Quartet
- 1956: Opus de Jazz
- 1957: Ballads & Blues
- 1956: The Jazz Skyline
- 1956: Jackson's-ville
- 1957: Plenty, Plenty Soul
- 1957: Bags & Flutes
- 1958: Soul Brothers (с Рэем Чарльзом)
- 1959: Bean Bags (с Коулменом Хоукинсом)
- 1959: Bags' Opus
- 1960: Bags & Trane (с Джоном Колтрейном)
- 1960: The Ballad Artistry of Milt Jackson
- 1961: Soul Meeting (с Рэем Чарльзом)
- 1961: Vibrations
- 1961: Very Tall  (с трио Оскара Питерсона)
- 1961: Statements
- 1961: Bags Meets Wes! (с Уэсом Монтгомери)
- 1962: Big Bags
- 1962: Invitation
- 1962: For Someone I Love
- 1963: Milt Jackson Quintet Live at the Village Gate
- 1964: Much in Common (с Рэем Брауном)
- 1964: Jazz 'n' Samba
- 1964: In a New Setting
- 1965: Ray Brown / Milt Jackson (с Рэем Брауном)
- 1965: Milt Jackson at the Museum of Modern Art
- 1966: Born Free
- 1968: Milt Jackson and the Hip String Quartet
- 1969: That's the Way It Is (с Рэем Брауном)
- 1969: Just the Way It Had to Be (с Рэем Брауном)
- 1969: Memphis Jackson (с Ray Brown Big Band)
- 1971: Reunion Blues (с Оскаром Питерсоном)
- 1972: Sunflower
- 1973: Goodbye (с Хьюбертом Лоузом)
- 1974: Olinga
- 1975: The Milt Jackson Big 4
- 1975:	The Big 3 (с Рэем Брауном и Джо Пассом)
- 1976: Milt Jackson at the Kosei Nenkin
- 1976: Feelings
- 1977: Quadrant (с Рэем Брауном, Джо Пассом и Майки Рокером)
- 1977: Soul Fusion
- 1979: Milt Jackson (Quintessence Jazz Series)
- 1979: Loose Walk
- 1980: Night Mist
- 1981: Ain't But a Few of Us Left  (с Оскаром Питерсоном)
- 1982: A London Bridge Live
- 1982: Mostly Duke Live
- 1982: Memories of Thelonious Sphere Monk
- 1983:  Jackson, Johnson, Brown & Company (с Джей Джей Джонсоном)
- 1983: Two of the Few  (с Оскаром Питерсоном)
- 1983: Soul Route
- 1993: Reverence and Compassion
- 1994:	The Prophet Speaks
- 1995: Burnin' in the Woodhouse
- 1998: The Very Tall Band (с Оскаром Питерсоном и Рэем Брауном)
- 2002: At the Kosei Nenkin vol.2: Centerpiece

### Как сайдмен
С Cannonball Adderley
- Things Are Getting Better (1958)

С Майлсом Дэвисом
- Bags' Groove (1954)
- Quintet / Sextet (1955)

С Диззи Гиллеспи
- Dee Gee Days: The Savoy Sessions (1976)
- The Dizzy Gillespie Big 7 (1975)
- Dizzy Gillespie Jam (1977)
- Musician, Composer, Raconteur (1981)

С Хэнком Мобли
- Hank Mobley and His All Stars (1957)

С Оскаром Питерсоном
- Reunion Blues (1971)
- The Oscar Peterson Big 6 At The Montreux Jazz Festival 1975 (1975)

С Доном Себески
- Giant Box (1973)

С Стэнли Тёррентайном
- Cherry (1972)